# براون اند براون
براون اند براون (انگلیسی: Brown & Brown) شرکت بیمه آمریکایی است، که در سال ۱۹۳۹ تأسیس شد.